# Нормандский вариант английского языка
Существуют диалекты английского языка, распространённых на Нормандских островах — это гернсийский, джерсийский и другие диалекты.

## Гернсийский диалект
Гернсийский диалект употребляется в Гернси. Он подвергся большому влиянию гернсийского нормандского языка. Характерны заимствования типа «buncho» (из гернсийского нормандского языка: bond d'tchu).

## Джерсийский диалект
Джерсийский диалект употребляется в Джерси. Напоминает по звучанию произношение голландского языка или африкаанс. Подвергся влиянию джерсийского нормандского и джерсийского французского. Из последнего имеется много лексических заимствований. 